# Ida Maria
Ida Maria Børli Sivertsen ( Nesna, 1984. július 13. –) norvég rock-énekes, Ida Maria művésznéven vált ismertté. Norvégiában, Norland megye Nesna nevű kisvárosában született, és nevelkedett, de jelenleg Svédországban, Stockholmban él.
Számottevő sikereket ért el 2007-ben Norvégiában, miután megnyert két nemzeti versenyt és sikeres előadásai voltak az évenkénti zenei fesztiválon, a by:Larmon 2007-ben és 2008-ban. Az Oh My God és a Stella kislemezeket gyakran játszotta a norvég nemzeti rádió. Külföldön is hamar ismert lett, az Egyesült Királyságban a Later... with Jools Holland című műsorban tűnt fel, interjút készített vele a The Times és fellépett a Glastonbury Festivalon.
Ida Mariának egy szinesztézia nevű mentális jelensége van, ami az ő esetében azt jelenti, hogy színeket lát, míg zenét hallgat.
Különböző fesztiválokon lépett fel, mint a Reading, és a BT Digital Music Awards 2008-on legjobb rock/indie-előadó kategóriában jelölték, és turnézott az Egyesült Királyságban, Ausztráliában, Skandináviában és az Amerikai Egyesült Államokban is.

## Diszkográfia

### Albumok
- 2008 Fortress Round My Heart

### Kislemezek
- Oh My God
- Drive Away My Heart
- Stella
- Queen of the World
- I Like You So Much Better When You're Naked

## Az együttes tagjai[2]
- Ida Maria
- Stefan Törnby
- Johannes Lindberg
- Olle Lundin